# Argyrophenga janitae
Espèce
Argyrophenga janitae est une espèce de lépidoptères (papillons) de la famille des Nymphalidae et de la sous-famille des Satyrinae. Comme les deux autres espèces du genre Argyrophenga, elle est endémique de Nouvelle-Zélande.

## Nom vernaculaire
Argyrophenga janitae se nomme en anglais Janita's Tussock ou Eastern Tussock.

## Description

### Papillon
L'imago d'Argyrophenga janitae est un papillon de taille moyenne. 
Le dessus des ailes est marron terne avec une grande tache postmédiane orange sur chacune des quatre ailes. Cette tache orange contient aux ailes antérieures un ocelle noir doublement pupillé de blanc, et aux ailes postérieures une série d'ocelles postdiscaux noirs pupillés de blanc.
Le revers des ailes antérieures est similaire au dessus, avec un double ocelle dans une grande tache orange. Le revers des ailes postérieures est beige, rayé de lignes blanc argenté parallèles aux nervures.

### Chenille
La chenille est de couleur verte.

## Biologie
Les plantes hôtes de la chenille sont des Chionochloa.
L'imago vole de mi-novembre à mi-avril.

## Distribution
Argyrophenga janitae est endémique de l'île du Sud de Nouvelle-Zélande, où on le trouve dans l'Est des Alpes du Sud, entre 500 et 2 000 mètres d'altitude.

## Systématique
L'espèce Argyrophenga janitae a été décrite en 1978 par l'entomologiste néo-zélandais Robin C. Craw.